# Дібрівська сільська рада (Монастирищенський район)
Дібрі́вська сільська́ ра́да — адміністративно-територіальна одиниця та орган місцевого самоврядування в Монастирищенському районі Черкаської області. Адміністративний центр — село Дібрівка.

## Загальні відомості
- Населення ради: 240 осіб (станом на 2001 рік)

## Населені пункти
Сільській раді були підпорядковані населені пункти:
- с. Дібрівка

## Склад ради
Рада складалася з 12 депутатів та голови.
- Голова ради: Ялинчук Григорій Андрійович
- Секретар ради: Гук Людмила Петрівна

### Керівний склад попередніх скликань
| Прізвище, ім'я, по батькові | Основні відомості                                                                       | Дата обрання | Дата звільнення |
| --------------------------- | --------------------------------------------------------------------------------------- | ------------ | --------------- |
| Ялинчук Григорій Андрійович | Сільський голова, 1950 року народження, освіта середня спеціальна, безпартійний         | 26.03.2006   | 31.10.2010      |
| Ялинчук Григорій Андрійович | Сільський голова, 1950 року народження, освіта середня спеціальна, член Партії регіонів | 31.10.2010   |                 |

Примітка: таблиця складена за даними сайту Верховної Ради України

### Депутати
За результатами місцевих виборів 2010 року депутатами ради стали:

#### За суб'єктами висування
| Суб'єкт висування                                       | Кількість обраних депутатів | %    |
| ------------------------------------------------------- | --------------------------- | ---- |
| Партія регіонів                                         | 7                           | 58,3 |
| Політична партія Всеукраїнське об'єднання «Батьківщина» | 4                           | 33,3 |
| Самовисування                                           | 1                           | 8,3  |

#### За округами
| № округу                                                | Прізвище, ім'я, по батькові     | Дата визнання обраним | Освіта             | Партійна приналежність                        | Відомості про обраного депутата           |
| ------------------------------------------------------- | ------------------------------- | --------------------- | ------------------ | --------------------------------------------- | ----------------------------------------- |
| Партія регіонів                                         |                                 |                       |                    |                                               |                                           |
| 1                                                       | Телиця Катерина Іванівна        | 04.11.2010            | середня спеціальна | член Партії регіонів                          | Дібрівська сільська рада, бухгалтер       |
| 2                                                       | Мостовий Микола Іванович        | 04.11.2010            | середня            | член Партії регіонів                          | тимчасово не працює                       |
| 5                                                       | Ялинчук Олександр Васильович    | 04.11.2010            | середня            | член Партії регіонів                          | підприємець                               |
| 6                                                       | Гук Тетяна Петрівна             | 04.11.2010            | середня спеціальна | член Партії регіонів                          | Дібрівський дитсадок, помічник вихователя |
| 7                                                       | Гук Людмила Петрівна            | 04.11.2010            | середня спеціальна | член Партії регіонів                          | Дібрівська сільська рада, секретар        |
| 8                                                       | Кокерчук Микола Васильович      | 04.11.2010            | середня спеціальна | член Партії регіонів                          | тимчасово не працює                       |
| 11                                                      | Семиганівська Катерина Петрівна | 04.11.2010            | середня            | член Партії регіонів                          | пенсіонер                                 |
| Політична партія Всеукраїнське об'єднання «Батьківщина» |                                 |                       |                    |                                               |                                           |
| 3                                                       | Турта Надія Миколаївна          | 04.11.2010            | середня            | член Всеукраїнського об'єднання «Батьківщина» | тимчасово не працює                       |
| 4                                                       | Передерій Сергій Анатолійович   | 04.11.2010            | середня            | член Всеукраїнського об'єднання «Батьківщина» | тимчасово не працює                       |
| 10                                                      | Ялинчук Оксана Павлівна         | 04.11.2010            | середня спеціальна | член Всеукраїнського об'єднання «Батьківщина» | тимчасово не працює                       |
| 12                                                      | Хомич Анатолій Миколайович      | 04.11.2010            | середня спеціальна | член Всеукраїнського об'єднання «Батьківщина» | підприємець                               |
| Самовисування                                           |                                 |                       |                    |                                               |                                           |
| 9                                                       | Хоменко Віктор Володимирович    | 05.06.2011            | середня            | позапартійний                                 | пенсіонер                                 |